# Europa Plus

Uszkodzony billboard w okręgu lubusko-zachodniopomorskim przed wyborami do PE w 2014

Europa Plus – polskie stowarzyszenie o charakterze politycznym założone w 2013 (o pełnej nazwie Ruch Społeczny Europa Plus), a także centrolewicowa koalicja kilku ugrupowań politycznych, które wspólnie startowały w wyborach do Parlamentu Europejskiego w 2014.

## Historia
Eurodeputowany Marek Siwiec, po opuszczeniu w grudniu 2012 Sojuszu Lewicy Demokratycznej, podjął współpracę z posłem Januszem Palikotem, zostając od stycznia 2013 reprezentantem Ruchu Palikota w Parlamencie Europejskim. Obaj politycy zapowiedzieli w styczniu 2013 utworzenie projektu Europa Plus. W lutym zapadła decyzja o powołaniu wspólnego stanowiska programowego przez Ruch Palikota, Socjaldemokrację Polską, Unię Pracy, Rację Polskiej Lewicy i Unię Lewicy. 22 lutego 2013 Marek Siwiec i Janusz Palikot na wspólnej konferencji z byłym prezydentem Aleksandrem Kwaśniewskim oficjalnie ogłosili budowanie nowego ruchu centrolewicowego i współpracę z posłem Ryszardem Kaliszem. Udziału w projekcie odmówił SLD, w związku z czym Ryszard Kalisz w kwietniu został wykluczony z tej partii i ogłosił powołanie związanego z Europą Plus stowarzyszenia Dom Wszystkich Polska.
Wniosek o rejestrację stowarzyszenia RS Europa Plus został złożony 22 marca 2013 w sądzie rejestrowym w Poznaniu i przyjęty kilka tygodni później.
12 kwietnia 2013 zaprezentowano pełnomocników wojewódzkich Europy Plus, a 9 maja deklarację programową ruchu. 7 czerwca powołany został zespół polityczny Europy Plus. Do inicjatywy dołączyły wówczas Stronnictwo Demokratyczne i Polska Partia Pracy – Sierpień 80, które podpisały porozumienie o współpracy wspólnie z Ruchem Palikota, SDPL, Racją PL, Unią Lewicy oraz stowarzyszeniami DWP i RS Europa Plus. Ostatecznie decyzję o nieprzystępowaniu do koalicji podjęła Unia Pracy. 24 czerwca do Europy Plus dołączyła Partia Demokratyczna – demokraci.pl.
23 czerwca 2013 kandydatka komitetu „Ruch Palikota Elbląg +” (występującego bez udziału niektórych podmiotów Europy Plus) Ewa Białkowska zajęła w przedterminowych wyborach na prezydenta Elbląga 6. miejsce spośród 10 kandydatów, a komitet nie uzyskał mandatów w radzie miasta.
26 lipca 2013 powołano młodzieżówkę ugrupowania pod nazwą „Młodzi Plus”, zrzeszającą działaczy poniżej trzydziestego roku życia. Jej koordynatorem został Patryk Jędrowiak.
6 października 2013 Ruch Palikota przekształcił się w Twój Ruch. Do nowej partii przystąpili także działacze RS Europa Plus, jednak stowarzyszenie nie zostało rozwiązane. Ponadto do Twojego Ruchu przeszła część liderów PPP-Sierpień 80 (a później także część członków SDPL). 23 listopada natomiast do TR przystąpiła Racja PL, rozwiązując się. Przewodniczący stowarzyszenia Europa Plus Marek Siwiec został wiceprzewodniczącym TR, a szefem krajowej rady politycznej partii jeden z liderów RS Europa Plus Jan Hartman, który był inicjatorem utworzenia nowego ugrupowania.
Do koalicji Europa Plus dołączyły później stowarzyszenia Równość i Nowoczesność (Wandy Nowickiej) oraz Wolne Konopie. 7 lutego 2014 decyzję o opuszczeniu koalicji Europa Plus podjęły SDPL i UL. Związki z Europą Plus rozluźniła także PPP-Sierpień 80.
W wyborach do Parlamentu Europejskiego koalicja Europa Plus wystartowała jako komitet „Europa Plus Twój Ruch”. Partiami reprezentowanymi na jej listach były TR, PD i SD (nie znaleźli się na nich przedstawiciele PPP-Sierpień 80). Koalicja zdobyła 252 699 głosów (3,58%) i nie uzyskała mandatów. 29 maja zdecydowano o tym, że koalicja 3 dni wcześniej (z chwilą ogłoszenia oficjalnych wyników wyborów) przestała istnieć. Liderzy stowarzyszenia Europa Plus, którzy wcześniej nie należeli do Ruchu Palikota, w ciągu kilku miesięcy po eurowyborach znaleźli się poza Twoim Ruchem (podobnie jak działacze związani z PPP – którzy powrócili do dawnej partii – czy byli liderzy Racji PL). W maju 2015 liderzy RSE+ wraz z liderami części innych organizacji, które brały udział w koalicji E+ (SDPL, UL, DWP, RóNo) powołali ruch Wolność i Równość (w sierpniu swoją nazwę na WiR zmieniła Unia Lewicy, a Jan Hartman został koordynatorem rady politycznej tej partii).

## Liderzy
Przewodniczącym stowarzyszenia został Marek Siwiec – jeden z trzech głównych założycieli obok Aleksandra Kwaśniewskiego i Janusza Palikota. Wiceprzewodniczącymi zostali Krzysztof Iszkowski i Robert Kwiatkowski. Wśród koordynatorów wojewódzkich znaleźli się m.in. Jan Hartman, Marta Niewczas, Dariusz Jacek Bachalski, Michał Kabaciński, Adam Jaworski, Włodzimierz Stępień, Krzysztof Makowski i Andrzej Włodarczyk. Do liderów koalicji należeli też szefowie ugrupowań ją współtworzących: Paweł Piskorski (SD), Andrzej Celiński (PD) i Ryszard Kalisz (DWP).